# Zebegnyő
Zebegnyő (szlovákul: Zbehňov) község Szlovákiában, a Kassai kerület Tőketerebesi járásában.

## Fekvése
Gálszécstől 2 km-re, délnyugatra fekszik.

## Története
1290-ben „Zebegunew” alakban említik először, a Bacskó melletti Purustyán váruradalmához tartozott. 1321-ben „Zebegneu”, 1342-ben „Zebegnow”, 1459-ben „Zebegnyew” néven említik a korabeli források. Később a Csapy, Sempsey, Széchy családok, majd 1601-től a terebesi uradalom része. 1715-ben 6 lakott és 35 lakatlan háza volt. 1787-ben 46 házában 322 lakos élt.
A 18. század végén Vályi András így ír róla: „ZEBEGNYŐ. Tót falu Zemplén Várm. földes Urai több Urak, lakosai katolikusok, ó hitüek, és reformátusok, fekszik N. Aszárhoz közel, é. Tarnókához 1/2, d. Pelejtéhez 1 órányira; egyeles földű térséges határja 3 nyomásbéli, gabonát, és zabot terem, erdeje, szőleje nints, rét, és víz nélkűl is szűkölködik, piatza Kassán négy mértföldnyire.”
A 19. században a Barkóczy család birtoka. 1828-ban 53 háza és 418 lakosa volt. Lakói mezőgazdasággal, szénégetéssel foglalkoztak.
Fényes Elek 1851-ben kiadott geográfiai szótárában így ír a faluról: „Zebegnyő, Zemplén v. orosz f. N. Azar fil. 10 romai, 317 g. kath., 15 ref., 36 zsidó lak. F. u. gr. Barkóczy. Ut. p. Ujhely.”
Borovszky Samu monográfiasorozatának Zemplén vármegyét tárgyaló része szerint: „Zebegnyő, a hasonló nevű patak mellett fekszik. Van 83 háza és 523 gör. kath. vallású, tótajkú lakosa. Postája, távírója és vasúti állomása Gálszécs. A XV. század elején a Csapiak és osztályos társaik birtoka. Birtokostársuk és utódjuk a Gálszécsi család. 1474-ben Buzlai Miklóst iktatják a Gálszécsi Miklós birtokrészeibe. 1478-ban a Sempseieknek is van itt birtokuk. 1487-ben a Széchyek a még megmaradt részüket Tárczay Mártonnak és Jánosnak zálogosítják el. 1500-ban Szrithey Ozsvát is földesura. 1569-ben Rákóczy György, Kálnássy Ferencz és Deregnyey Pál kapnak itt királyi adományt. Az 1598-iki összeírás Malikóczy Gábort, Kálnássy Ferenczet, Homonnai Györgyöt, Bacskay Miklóst és Szürthey Miklós özvegyét sorolja fel. 1600-ban a Daróczyakat s 1629-ben ismét a Csapyakat iktatják némely részekbe. 1637-ben Drugeth György újabb részbirtokra kap királyi adományt. 1663-ban Bocskay István és Soós György, 1692-ben pedig Pethő Zsuzsánna is birtokosa. 1754-ben ismét a Kálnássyak kapnak itt részeket s egy évvel később a Bocskayak és a Kácsándyak is. Újabbkori földesurai a Kácsándyakon kívül még a Szemere, Máriássy, Tomsich, Kálnássy, Soltész, Pekár, Galambos, Tót és Dienes családok voltak. Most nincs nagyobb birtokosa. Ezt a községet sem kerülte el az 1663-iki pestis. Gör. kath. temploma 1700 körül épül. Ide tartozik István-tanya.”
1920-ig Zemplén vármegye Gálszécsi járásához tartozott.

## Népessége
| Év:            | 1994. | 2004.   | 2014.    | 2024.   |
| -------------- | ----- | ------- | -------- | ------- |
| Emberek száma: | 264   | 290     | 358      | 376     |
| Eltérés:       |       | +9,84 % | +23,44 % | +5,02 % |

| Év:            | 2023. | 2024.   |
| -------------- | ----- | ------- |
| Emberek száma: | 378   | 376     |
| Eltérés:       |       | -0,52 % |

- 1910-ben 501, túlnyomórészt szlovák anyanyelvű lakosa volt.
- 2001-ben 292 lakosából 208 szlovák és 78 cigány volt.
- 2011-ben 343 lakosából 294 szlovák és 31 cigány.
- 2021-ben 358 lakosából 264 szlovák, 89 cigány, 1 rutén, 1 német, 1 lengyel, 1 egyéb, 1 ismeretlen nemzetiségű.[6]

## Nevezetességei
Görögkatolikus temploma 1700 körül épült.